# Grzegorz Zajączkowski
Grzegorz Zajączkowski (* 25. Juni 1980 in Przemyśl) ist ein ehemaliger polnischer Sprinter, der sich auf den 400-Meter-Lauf spezialisiert hat. Seinen größten Erfolg feierte er mit dem Gewinn der Bronzemedaille über 4-mal 400 Meter bei den Hallenweltmeisterschaften 2003 in Birmingham.

## Sportliche Laufbahn
Erste internationale Erfahrungen sammelte Grzegorz Zajączkowski im Jahr 2003, als er bei den Hallenweltmeisterschaften in Birmingham mit der polnischen 4-mal-400-Meter-Staffel in 3:06,61 min gemeinsam mit Rafał Wieruszewski, Marcin Marciniszyn und Marek Plawgo die Bronzemedaille hinter den Teams aus Jamaika und dem Vereinigten Königreich gewann. 2008 verhalf er der Staffel bei den Hallenweltmeisterschaften in Valencia erneut zum Finaleinzug, ehe er im Jahr darauf seine aktive sportliche Karriere im Alter von 29 Jahren beendete.
2006 wurde Zajączkowski polnischer Meister in der 4-mal-100-Meter-Staffel sowie 2004 in der 4-mal-400-Meter-Staffel.

## Persönliche Bestzeiten
- 200 Meter: 20,95 s (0,0 m/s), 19. Juni 2004 in Krakau
- 400 Meter: 45,93 s, 17. Juli 2004 in Białogard
  - 400 Meter (Halle): 47,50 s, 1. März 2003 in Spała